# Куннє
Куньє, Куннє — річка в Ізюмському районі Харківської області, права притока Мокрого Ізюмця (басейн Сіверського Дінця).

## Опис
Довжина річки 15 км, похил річки — 2,5 м/км. Формується з декількох безіменних струмків та водойм. Площа басейну 97,9 км2.

## Розташування
Куньє бере початок на східній стороні від села Іванчуківки. Тече переважно на південний схід і на північно-східній стороні від села Федорівки впадає у річку Мокрий Ізюмець, праву притоку Сіверського Дінця.
Населені пункти вздовж берегової смуги: Куньє, Іскра.